# 孫宏軾
孫宏軾（1507年—？年），字以瞻，號槐溪，四川成都府資縣人，民籍，明朝政治人物。

## 生平
四川鄉試第二十八名舉人。嘉靖十七年（1538年）中式戊戌科進士。授桐乡县知县，歷官宁波府知府，升湖广按察司副使，浙江倭寇大起，三十四年七月改任浙江海道副使，晋右参政，三十五年七月因剿倭不力，降二级仍听用军门，十一月以平定海寇徐海，升一级。轉湖广参政。

## 家族
曾祖孫林；祖父孫大魁；父孫琴，母李氏；嫡母凌氏。慈侍下。